# Crna (rivière)
Pour les articles homonymes, voir Cerna et Crna reka.
La Crna (en macédonien : Црна Река) est une rivière de la Macédoine du Nord, et le plus grand affluent droit du fleuve le Vardar. 

## Géographie

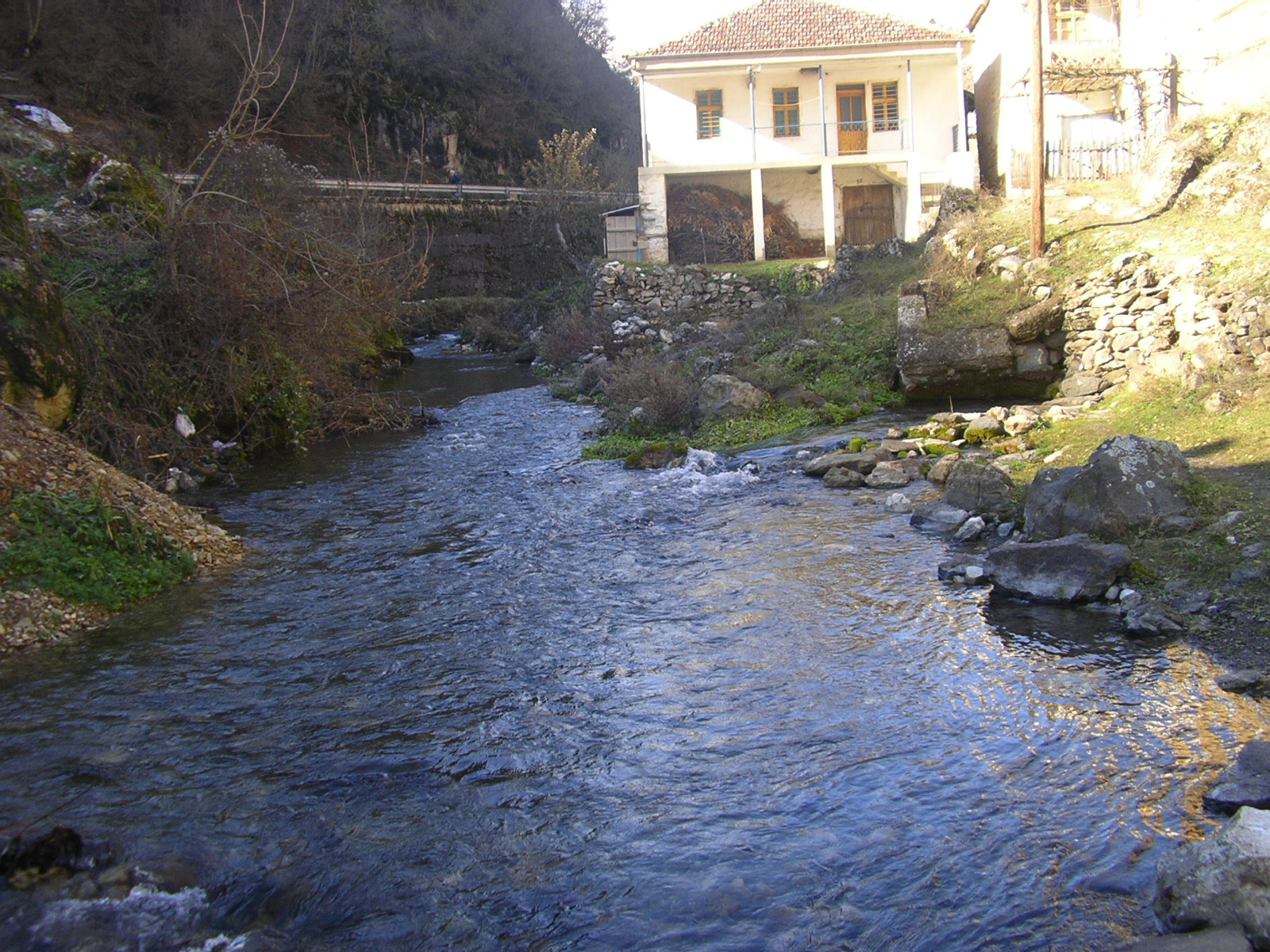
La Crna près de Jeleznets.

Elle prend sa source à 760 mètres d'altitude dans la commune de Drougovo. Celle-ci se trouve près de Krouchevo, dans l'ouest du pays. 
De 207 kilomètres de longueur[réf. nécessaire], la Crna coule ensuite vers l'est, en traversant la région de Demir Hisar puis la plaine pélagonienne. Elle traverse ensuite les gorges de Skotchivir, longues de 104 mètres. À sa sortie des gorges, la rivière est freinée par un barrage artificiel qui a fait naître un lac, le lac de Tikvech. Ce barrage sert à produire de l'électricité et à irriguer les cultures voisines. À Novatsi, la rivière remonte vers le nord et se jette dans le Vardar entre Rosoman et Gradsko. 
La Crna traverse donc les deux régions de Pélagonie et du Vardar.

### Bassin versant
Son bassin versant est de 4 526 km2[réf. nécessaire].

## Hydronymie
Son nom, Crna Reka, signifie « rivière noire » en macédonien. 

## Affluents
Les principaux affluents sont :
- le Blato (Crna) (rg[note 1]) avec son affluent principal :
  - la Stara (Blato) (rg)
- la Chemnitsa (rd).

## Hydrologie
Son module est de 37 m3/s[réf. nécessaire].